# Santiago Álvarez
Santiago Álvarez (17 de janeiro de 1994) é um jogador de rugby sevens argentino.

## Carreira
Santiago Álvarez integrou o elenco da Seleção Argentina de Rugbi de Sevens, na Rio 2016, que foi 6º colocada. Nos Jogos Olímpicos de Verão de 2020 em Tóquio, conquistou o bronze.